# Flávio Rogério
Flávio Rogério Ribeiro (Siqueira Campos, Brasil, 22 de diciembre de 1976). Es un exfutbolista brasileño naturalizado mexicano que jugaba en la posición de defensa.

## Trayectoria
Ha jugado la mayor parte de su carrera en el fútbol mexicano desde la primera división con CF Monterrey, Dorados de Sinaloa, Tigres UANL y Puebla FC mientras que en la liga de ascenso con Guerreros FC de Hermosillo y Club Tijuana.
En su país militó en el Coritiba Foot Ball Club. En México fue campeón con el CF Monterrey en 2003.

## Clubes
| Club                       | País   | Año       |
| -------------------------- | ------ | --------- |
| Coritiba Foot Ball Club    | Brasil | 1995-2000 |
| Club de Fútbol Monterrey   | México | 2000-2004 |
| Coritiba Foot Ball Club    | Brasil | 2004-2005 |
| Tigres                     | México | 2008      |
| Guerreros FC de Hermosillo | México | 2010      |
| Puebla Fútbol Club         | México | 2011      |

## Estadísticas

### Resumen estadístico
| Competencia                     | Partidos | Goles |
| ------------------------------- | -------- | ----- |
| Primera División de México      | 146      | 2     |
| Campeonato Brasileño de Serie A | 117      | 1     |
| Liga de Ascenso de México       | 74       | 1     |
| Total                           | 337      | 4     |

## Palmarés

### Campeonatos nacionales
| Título          | Club      | País   | Año  |
| --------------- | --------- | ------ | ---- |
| Torneo Clausura | Monterrey | México | 2003 |